# Kanton Goncelin
Kanton Goncelin (fr. Canton de Goncelin) je francouzský kanton v departementu Isère v regionu Rhône-Alpes. Skládá se z 12 obcí.

## Obce kantonu
- Les Adrets
- Le Champ-près-Froges
- Le Cheylas
- Froges
- Goncelin
- Hurtières
- Morêtel-de-Mailles
- La Pierre
- Pontcharra
- Saint-Maximin
- Tencin
- Theys